# فهرست ژانرهای نویسندگی
فهرست ژانرهای نویسندگی (انگلیسی: List of writing genres) ژانرهای نویسندگی (که به‌عنوان ژانرهای ادبی شناخته می‌شوند) مقوله‌هایی هستند که ادبیات (شامل آثار نثر، شعر، نمایشنامه، فرم‌های ترکیبی و غیره) را بر اساس مجموعه‌ای از معیارهای سبکی متمایز می‌کنند. با به اشتراک گذاشتن قراردادهای ادبی، معمولاً از شباهت‌هایی در درون‌مایه، سبک، استعاره‌ها و فنون روایت، صحنه‌های رایج و انواع شخصیت‌ها؛ الگوهای فرمولی از تعاملات و رویدادهای شخصیت، و فرم کلی قابل پیش‌بینی‌ای تشکیل شده‌اند.
یک ژانر ادبی ممکن است تحت یکی از این دو دسته قرار گیرد: (الف) یک اثر داستانی، شامل توصیفات و رویدادهای غیرواقعی که توسط پدیدآور ابداع شده است. یا (ب) یک اثر غیرداستانی، که در آن توصیفات و رویدادها واقعی هستند. در ادبیات، یک اثر داستانی می‌تواند به داستانک، داستان کوتاه، رمان کوتاه و رمان اشاره داشته باشد که رمان طولانی‌ترین شکل نثر ادبی است. هر اثر داستانی در یک زیرژانر ادبی قرار می‌گیرد که هر کدام سبک، لحن و ابزار داستان‌سرایی خاص خود را دارند.
علاوه بر این، ژانرها توسط قراردادهای ادبی مشترک شکل می‌گیرند که در طول زمان با ظهور ژانرهای جدید درحالی‌که سایر ژانرها کم‌رنگ می‌شوند، تغییر می‌کنند. بر این اساس، اغلب با انتظارات و نیازهای فرهنگی یک دوره یا مکان تاریخی و فرهنگی خاص تعریف می‌شوند.
طبق نظر آلستر فاولر، عناصر زیر می‌توانند ژانرها را تعریف کنند: ویژگی‌های ساختاری (فصل‌ها، کنش‌ها، صحنه‌ها، بندها). طول؛ فضا؛ سبک؛ نقش خواننده (مثلاً در آثار رمزآلود، از خوانندگان انتظار می‌رود شواهد را تفسیر کنند)، و دلیل نگارش نویسنده.

## تاریخچه
ژانرها قراردادهای ادبی مشترکی را تشکیل می‌دهند که در طول زمان با ظهور ژانرهای جدید تغییر می‌کنند؛ درحالی‌که سایر ژانرها کم‌رنگ و محو می‌شوند. به این ترتیب، ژانرها دسته‌بندی‌های کاملاً ثابتی از نوشتار نیستند. بلکه محتوای آن‌ها با توجه به زمینه‌های اجتماعی و فرهنگی و پرسش‌های اخلاقی و هنجارهای معاصر تکامل می‌یابد.
ماندگارترین ژانرها آن دسته از اشکال ادبی هستند که توسط یونانیان باستان تعریف و اجرا شده‌اند. تعاریفی که با توصیه‌های نخستین منتقدان ادبی و علمای بلاغی تمدن مدرن، مانند افلاطون، ارسطو، سقراط، آیسخولوس، آسپاسیا، اوریپید و دیگران شکل گرفته‌اند. ژانرهای غالب ترکیب ادبی در یونان باستان همگی برای بررسی مسائل فرهنگی، اخلاقی یا آموزه‌ای نوشته و ساخته شده بودند. آن‌ها با عنوان ژانرهای حماسی، تراژدی و کمدی تعریف شدند. برای مثال، تحلیل مصلحت‌آمیز ارسطو از تراژدی، همان‌طور که در خطابه و فن شعر بیان شده است، آن را دارای شش بخش (موسیقی، واژگان، طرح داستان، شخصیت، اندیشه، و نمایش) می‌دانست که به روش‌های خاصی با هم کار می‌کنند؛ بنابراین، ارسطو یکی از اولین توصیفات عناصری را که ژانر را تعریف می‌کنند، ایجاد کرد.

## ژانرهای داستانی
- بر حسب سن
  - ادبیات کودکان
  - فراتایر
  - لد لیت
  - ادبیات داستانی بزرگسالان
  - ادبیات داستانی نوجوانان
- نبرد سلطنتی
- کلاسیک (یا داستان ادبی): آثاری با شایستگی هنری یا ادبی که معمولاً شخصیت‌محور هستند و نه طرح‌محور، و از داستان درونی شخصیت پیروی می‌کنند.[۵] اغلب شامل نقد سیاسی، تفسیر اجتماعی و تأملات در مورد بشریت هستند.
- داستان بلوغ
  - کتاب بیلدونگ: آثاری که بر رشد روانی و اخلاقی یک شخصیت از جوانی تا بزرگسالی تمرکز دارند.[۵]
- رمان دانشنامه‌ای
- حماسی: روایتی که با ماجراهای قهرمانانه یا افسانه‌ای تعریف می‌شود که در قالبی طولانی ارائه می‌شود.
  - شعر حماسی: مضمون آن یک شعر روایی است دربارهٔ شاه‌کارهای خارق‌العاده‌ای که در زمان‌های قبل از تاریخ رخ داده است، و شامل زیربناها و مضامین مذهبی است.
- افسانه‌گری: دسته‌ای متشکل از رمان‌های قرن بیستمی که سبکی شبیه به رئالیسم جادویی دارند و در دسته‌بندی‌های سنتی رئالیسم قرار نمی‌گیرند.
- فولکلور
  - داستان حیوانات
  - حکایت: داستان کوتاهی که غیرانسان‌ها را انسان‌انگاری می‌کند تا یک درس اخلاقی را به‌تصویر بکشد.
  - قصه پریان
  - داستان ارواح
  - افسانه: داستانی که گاهی از یک قهرمان ملی یا قهرمان عامی استفاده می‌کند، که در واقعیت وجود داشته، اما شامل عناصر تخیلی نیز می‌شود.
  - اسطوره: مبتنی بر رویدادهای تاریخی است که رفتار انسان و پدیده‌های طبیعی را با نمادگرایی آشکار می‌کند. موضوع آن اغلب مربوط به اعمال خدایان است.
  - مثل
  - روایت شخصی
  - افسانه محلی
- تاریخی: آثاری که در گذشته اتفاق می‌افتند – و می‌توانند واقعی، خیالی یا ترکیبی باشند. بسیاری از این آثار شامل شخصیت‌های تاریخی واقعی یا رویدادهای تاریخی در محیط‌های تاریخی اتفاق می‌افتند.
  - تاریخ جایگزین: داستانی که در آن یک یا چند رویداد تاریخی متفاوت از آنچه در واقعیت رخ داده، اتفاق می‌افتد. برای مثال ساکن برج بلند از این گونه است. (۱۹۶۲).
  - فانتزی تاریخی
  - تاریخی معمایی
  - رمانتیک تاریخی
    - رمانتیک سلطنتی

  - داستان‌های دریایی
    - داستان دزدان دریایی
- ماورای داستان: از ارجاع به خود، برای جلب توجه به خود، به‌عنوان یک اثر هنری و جهت افشای «حقیقت» یک داستان استفاده می‌کند.
  - متاپارودی
- ادبیات جفنگ
  - اشعار جفنگ
- داستان پارانوئید
- ادبیات شبانی
- داستان فلسفی
- داستان فرهنگی عامه‌پسند: داستانی نوشته‌شده با این هدف که مملو از ارجاعاتی از آثار و رسانه‌های دیگر باشد. داستان‌های این ژانر صرفاً بر استفاده از منابع فرهنگ مردمی متمرکز شده‌اند.
- ادبیات پست‌مدرن
- واقع‌گرایی: آثاری که در زمان و مکانی واقع شده‌اند که مطابق با زندگی واقعی هستند (یعنی می‌توانند در دنیای واقعی اتفاق بیفتند).. این داستان‌ها افراد، مکان‌ها و قصه‌های واقعی را به تصویر می‌کشند.[۵]
  - رئالیسم هیستریک
- داستان مذهبی یا داستان الهام بخش
  - داستان مسیحی
  - داستان اسلامی
  - داستان الهیاتی: داستانی که به بررسی ایده‌های الهیاتی‌ای می‌پردازد که نگرش‌ها را نسبت به بیان دینی شکل می‌دهد.
  - داستان رؤیاپردازانه
- طنز: رذیلت‌ها، حماقت‌ها، سوءاستفاده‌ها، و کاستی‌ها با هدف شرم‌ساری افراد، شرکت‌ها، دولت یا خود جامعه و به‌منظور بهبودی، مورد تمسخر قرار می‌گیرند.[۶]
- درام اجتماعی و داستان سیاسی
  - علمی تخیلی لیبرترین
  - داستان‌های علمی-اجتماعی
  - دلهره‌آور سیاسی
- تئاتر-فیکشن
- تریلر (یا دلهره‌آور): معمولاً قصه‌های داستان‌محور تاریک و پرتعلیق که شامل یک فرد یا گروهی است که با آسیب قریب‌الوقوع مواجه می‌شود و تلاش‌هایی که برای فرار از این آسیب انجام می‌شود را نشان می‌دهد. فیلم‌های دلهره‌آور به‌طور منظم از پیچش‌های داستانی، نکته انحرافی، و پایان نفس‌گیر استفاده می‌کنند و به‌ندرت از عناصر کمدی استفاده می‌کنند.[۵]
  - دلهره‌آور دسیسه‌ای
  - دلهره‌آور اروتیک
  - تریلر حقوقی
  - مالی
  - دلهره‌آور سیاسی
  - دلهره‌آور روان‌شناختی
  - رمان عاشقانه
  - تکنو تریلر
- ادبیات شهری: داستان در محیط شهری است.
- داستان وسترن: آثاری که به دنبال کابویها، مهاجران و قانون‌شکنان در حال کاوش در مرزهای آمریکا و غرب هستند، و معمولاً در اواخر قرن نوزدهم تا اوایل قرن بیستم اتفاق می‌افتند.[۵]
  - وسترن فضایی
  - رمانتیک وسترن
  - غرب عجیب

### اکشن و ماجراجویی
داستان اکشن و داستان ماجراجویی؛ سفر قهرمان محبوب‌ترین ساختار روایی یک رمان ماجراجویی است.
- فانتزی ماجراجویی
  - فانتزی قهرمانانه
  - جهان گم‌شده
  - شمشیر و صندل
  - شمشیر و جادوگری
  - شمشیر و روح
  - ووشیا
- داستان کشتیرانی
- رابینسوناد
- داستان جاسوسی: داستان‌هایی تخیلی شامل جاسوسی و تأسیس سازمان‌های اطلاعاتی مدرن
  - جاسپند: داستان جاسوسی تخیلی که شامل عناصر علمی تخیلی است.
- داستان زیرزمینی
- ابرقهرمان
- داستان بقا
- شمشیربه‌دستان: داستانی مبتنی بر زمان شمشیربازان، دزدان دریایی و کشتی‌ها و سایر ایده‌های مرتبط است، و معمولاً پر از اکشن است.
  - پیکارسک

### کمدی
کمدی (شامل رمان‌های طنز، شعر طنز و روزنامه‌نگاری طنز): معمولاً داستانی پر از سرگرمی، فانتزی و هیجان است که برای سرگرمی و گاهی وقت‌ها خنده مورد استفاده قرار می‌گیرد. اما می‌تواند در همه ژانرها نیز گنجانده شود.
- بورلسک
- فانتزی کمدی
- کمدی ترسناک
- پارودی
  - متاپورودی
- کمدی علمی تخیلی
- کمدی سورئال
- داستان بلند: داستانی طنز با اغراق‌های آشکار، مانند قهرمان‌هایی که غیرممکن‌ها را با بی‌توجهی انجام می‌دهند.
- تراژیکمدی: اثری حاوی عناصر کمدی و تراژدی.

### جنایت و رمز و راز
داستان جنایی (برای مثال کمیک‌های جنایی) بر یک جنایت، نحوه دستگیری مجرم و وقت‌گذرانی و عواقب جنایت تمرکز دارد.
- کپر: داستان به‌جای بازپرس، از دید جنایتکاران روایت می‌شود. از نویسندگان معروف این ژانر می‌توان به دابلیو. آر. برنت، جان بولاند، پیتر اودانل و مایکل کرایتون اشاره کرد.[۸]
- جالو
- تریلر حقوقی
- معمایی: داستانی که پس از یک جنایت (مانند قتل، ناپدید شدن) ارتکاب، تحقیق و حل مسئله، و همچنین ارائه سرنخ‌ها و افشای اطلاعات و اسرار در حین گره‌گشایی داستان را نشان می‌دهد.[۹]
  - معمایی ساده: داستان‌های اسرارآمیز که حاوی سکس، خشونت، یا ناسزا نیست. نویسندگان معروف در این ژانر عبارتند از دوروتی ال سایرز و الیزابت دالی.[۱۰]
  - معمایی شهری
  - کارآگاهی: داستانی که یک کارآگاه یا بازپرس (حرفه‌ای، آماتور یا بازنشسته) را در حین تحقیق یا حل یک معما یا جنایت دنبال می‌کند. رمان‌های کارآگاهی معمولاً با یک حادثه مرموز (مثلاً مرگ) شروع می‌شوند. یکی از مشهورترین نمونه‌ها در داستان‌های شرلوک هلمز است. از نویسندگان معروف کارآگاهی نیز می‌توان به آگاتا کریستی و ریموند چندلر اشاره کرد.[۸]
    - گونگآن
    - دختر کارآگاه
    - داستان کارآگاهی معکوس
    - کارآگاه مخفی
    - هاردبویلد
    - تاریخی معمایی
    - معمایی اتاق قفل‌شده
    - ژانر پلیسی: داستانی مرموز که شخصیتی را نشان می‌دهد که یکی از اعضای نیروی پلیس است. از رمان‌نویسان مشهور این ژانر می‌توان به اد مک‌بین، پی. دی. جیمز و بارتولومیو گیل اشاره کرد.[۸]
    - هودان‌ایت: داستانی رازآلود که بر معما و این‌که چه کسی مرتکب جنایت شده استِ تمرکز دارد.
- سیاه
  - نوآر نوردیک
  - تارت نوآر

### ادبیات گمانه‌زن

#### فانتزی
ادبیات فانتزی (برای مثال آنچه در کمیک‌ها و مجلات فانتزی دیده می‌شود) یک داستان تخیلی است که از شخصیت‌های خیالی استفاده می‌کند که در جهان‌های داستانی با الهام از اسطوره‌شناسی و فولکلور، و اغلب با عناصر و موجودات جادویی یا فراطبیعی همراه هستند. مثال‌ها: ماجراهای آلیس در سرزمین عجایب (۱۸۸۵) و کتاب‌های هری پاتر.
- ماجراجویی
  - داستان قهرمانی
  - داستان جهان گم‌شده
  - داستان زیرزمینی
  - شمشیر و صندل
  - شمشیر و جادوگری
  - ووشیا
- خیال‌پردازی معاصر
  - داستان‌های توحیدی
  - عاشقانه‌های فوق‌العاده
  - خیال‌پردازی شهری
- داستان فانتزی ساده[۱۲]
- خیال‌پردازی تاریک
- داستان افسانه‌ای
- فانتاستیک
- فانتزی کمدی
  - فانتزی بنگسی
- مانرپانک
- استیم‌پانک
- گوتیک
- گریم‌دارک
- فانتزی سخت
- خیال‌پردازی حماسی
- فانتزی تاریخی
- ایسکای
- واقع‌گرایی جادویی
- اسطوره: داستانی که به نحوی از استعاره‌ها، مضامین، و نمادهای اسطوره، افسانه، فولکلور، و افسانه‌ها نشأت می‌گیرد.
  - اسطوره‌آفرینی: داستانی که در آن شخصیت‌هایی از اساطیر مذهبی، اسطوره‌های سنتی، فولکلور یا تاریخی، به قلمروی بازتصورشده توسط نویسنده بازگردانده می‌شوند.
  - داستان اسطوره‌ای
- فانتزی رمانتیک
- خیال‌پردازی علمی: داستان علمی تخیلی مبتنی بر عناصر فانتزی.[۱۳]
  - زمین در حال مرگ
  - رمانتیک سیاره‌ای
- ابرقهرمان
- ماوراء طبیعی
- شینمو
- ادبیات شگرف
  - عجیب و غریب جدید
- غرب عجیب

#### وحشت
داستان ترسناک (برای مثال آنچه در کمیک‌ها و مجلات ترسناک دیده می‌شود) شامل داستان‌هایی است که در آن طرح و شخصیت‌ها ابزارهایی هستند که احساس ترس و وحشت را برمی‌انگیزند، و با رویدادهایی همراه است که ترس را هم در شخصیت‌ها و هم در خواننده ایجاد می‌کنند. داستان‌های ترسناک عموماً بر موضوعات مرگ، شیاطین، ارواح شیطانی و زندگی پس از مرگ متمرکز هستند.
- وحشت جسمی: به‌طور عمدی موارد نقض یا آزاردهنده روانی بدن انسان (از جمله پیوند اعضا) را به‌نمایش می‌گذارد.[۱۴] مثال: فرانکشتین (۱۸۱۸).
- کمدی ترسناک
  - کمدی زامبی
- ارواح (گاهی وقت‌ها ارواح وحشی)
- داستان ارواح
- گوتیک (با عنوان رمانتیک گوتیک و رمانتیک تاریک): داستانی که مضامین ترسناک، عاشقانه و مرگ را در هم می‌آمیزد.
  - گوتیک آمریکایی
  - گوتیک جنوبی
  - جنوب انتاریو
  - گوتیک فضایی
  - گوتیک تاسمانی
  - گوتیک شهری
- وحشت ژاپنی
- وحشت کره‌ای
- لاوکرافتین
- ادبیات هیولایی
  - داستان جیانگشی
  - ادبیات خون‌آشامی
- وحشت روان‌شناختی
- اسپلاترپانک
- ادبیات شگرف
- رستاخیز زامبی‌ها

#### علمی تخیلی
داستان‌های علمی تخیلی (شامل کمیک‌ها، مجلات، رمان‌ها و داستان‌های کوتاه علمی تخیلی) داستان‌های ادبیات گمانه‌زن عناصر خیالی دارند که از علوم طبیعی (فیزیک، شیمی، نجوم و غیره) یا علوم اجتماعی (روان‌شناسی، مردم‌شناسی، جامعه‌شناسی و غیره) الهام گرفته شده‌اند. عناصر رایج این ژانر عبارتند از سفر در زمان، کاوش در فضا، و آینده‌نگری. (علمی تخیلی در ابتدا رمانتیک علمی در نظر گرفته می‌شد)
- آخرالزمانی و پسا-آخرالزمانی
- علمی تخیلی مسیحی
- کمدی علمی تخیلی
- آرمان‌شهری و ویران‌شهری
  - سایبرپانک: فناوری پیشرفته را با جامعه کمتر پیشرفته و از هم پاشیده کنار هم قرار می‌دهد.[۱۶] مشتق‌های سایبر پانک عبارتند از:
    - بیوپونک
    - دیزل‌پانک
    - سایبرپانک ژاپنی
    - نانوپونک
    - سولارپانک
    - استیم‌پانک: فناوری را با ماشین آلات بخار ترکیب می‌کند.[۱۶]
- فمینیسم علمی-تخیلی
- علمی تخیلی گوتیک
- ایسکای
- علمی-تخیلی سخت
  - داستان‌های اقلیمی
  - داستان جهان موازی
- علمی-تخیلی لیبرترین
- مکا
  - انیمه و مانگا مکا
- نظامی‌گری علمی تخیلی
- علمی-تخیلی نرم
  - علمی-تخیلی انسان‌شناسی
  - علمی-اجتماعی
- فانتزی علمی: علمی تخیلی با الهام از اساطیر و فولکلور، و اغلب شامل عناصر جادویی.[۱۶]
  - زمین در حال مرگ
  - رمانتیک سیاره‌ای
- اپرای فضایی: داستان‌هایی که در فضای بیرونی اتفاق می‌افتند و حول محور درگیری‌ها، عاشقانه‌ها و ماجراجویی‌ها قرار می‌گیرند.[۱۶]
- وسترن فضایی: داستانی که عناصر علمی تخیلی را با عناصر ژانر وسترن ترکیب می‌کند.[۱۶]
- جاسپند
- ابرقهرمانی
- تکنو تریلر

### رمانتیک
داستان‌های رمانتیک عمدتاً بر داستان عشقی بین دو نفر متمرکز است که معمولاً پایانی خوش‌بینانه و احساسی رضایت‌بخش دارد.
- رمانتیک معاصر
  - رمانتیک گی
  - رمانتیک لزبین
  - رمانتیک پزشکی
- داستان اروتیک
  - تریلر اروتیک
- فانتزی رمانتیک
- رمانتیک تاریخی
- رمان عاشقانه: مضامین صراحتاً مسیحی را با توسعه یک رابطه عاشقانه ترکیب می‌کند.[۱۸]
- داستان پارانورمال

## ژانرهای غیرداستانی
- نوشتار دانشگاهی
  - پیشینه پژوهش: خلاصه و مقایسه دقیق کارهای دانشگاهی قبلی منتشرشده در یک موضوع خاص.
  - نشر دانشگاهی یا مقاله تحقیقاتی
  - نوشته‌جات علمی: نشریه علمی گزارش کار تجربی و نظری در علوم طبیعی یا اجتماعی.
  - گزارش فنی
  - کتاب درس: توصیف واقعی و دقیق یک چیز.
  - پایان‌نامه: سندی که در حمایت از کاندیداتوری برای مدرک تحصیلی یا مدرک حرفه‌ای ارائه می‌شود و تحقیقات و یافته‌های نویسنده را ارائه می‌دهد.
- کتاب‌شناسی: فهرستی منسجم از کتاب‌ها یا نوشته‌ها
- زندگی‌نامه: روایتی مکتوب از زندگی یک فرد؛ اتوبیوگرافی یک زندگینامه خودنویس است.
  - شرح حال: شرح بیوگرافی یک رویداد یا دوره خاص در زندگی یک فرد (به جای کل زندگی او) که از دانش شخصی یا منابع خاص (مانند همسر او) استخراج شده است.
  - مصیبت نگاری
  - داستان بردگان
- کتاب آشپزی: یک مرجع آشپزی حاوی دستورالعمل‌ها.
- غیرداستانی خلاق: روایتی واقعی که در قالب داستان ارائه می‌شود تا خواننده را سرگرم کند.
  - داستان شخصی: نثری که تجربه و نظر شخصی را به یک روایت واقعی مرتبط می‌کند.
- مقاله: یک ترکیب ادبی کوتاه که اغلب منعکس‌کننده دیدگاه یا دیدگاه نویسنده است.
  - گزارش وضعیت
- روزنامه‌نگاری: گزارش اخبار و رویدادهای جاری.
  - هنر
  - کسب و کار
  - داده
  - سرگرمی
  - محیط زیستی
  - مد
  - پزشکی
  - سیاسی
  - علم
  - ورزشی
  - فناوری
  - تجارت
  - بازی‌های ویدیویی
  - بین‌المللی
- کتاب مرجع: انتشاراتی که می‌توان برای حقایق تأییدشده به آن مراجعه کرد، مانند فرهنگ لغت، اصطلاح‌نامه، دانشنامه، سالنامه یا اطلس.
- کتاب خودیاری: اثری نوشته‌شده با اطلاعاتی که برای راهنمایی یا تعلیم خوانندگان برای حل مشکلات شخصی است.
- آگهی ترحیم
- سفرنامه: حاوی عناصری از فضای باز، طبیعت، ماجراجویی و سفر است.
  - راهنمای سفر: کتاب اطلاعات در مورد یک مکان که برای استفاده بازدیدکنندگان یا گردشگران طراحی شده است.
  - وبلاگ سفر
- جنایت واقعی

## داستان ادبی در مقابل ژانر داستانی
داستان ادبی اصطلاحی است که آثار داستانی خاصی را که دارای ویژگی‌های متداول هستند برای خوانندگان خارج از ژانر داستانی متمایز می‌کند. داستان ادبی داستانی است که سعی می‌کند با یک یا چند حقیقت یا سؤال درگیر شود، از این رو به گستره وسیعی از زندگی انسانی به‌عنوان شکلی از بیان مرتبط است. ژانر ادبیات عامه‌پسند، داستانی است که برای جذب طرفداران یک ژانر خاص نوشته شده است. منابع زیادی وجود دارد که به خوانندگان کمک می‌کند تا داستان ادبی و ژانر داستانی را بیابند و تعریف کنند.
- رمان علمی
  - داستان مدرسه
  - رمان دانشگاهی
- داستان ماجراجویی
- ادبیات اپوکالیپتیک - جزئیات رؤیاهای نویسندگان از آخرالزمان که توسط یک فرشته یا دیگر رسولان آسمانی نازل شده است.[۲۲]
- داستان جنایی
  - راز قتل دانشگاه
- داستان تاریخی
  - رمان زندگی‌نامه‌ای
  - عاشقانه تاریخی[۲۳]
  - تاریخی معمایی[۲۴]
- ادبیات جفنگ
  - اشعار جفنگ
- داستان ریاضی
- رمان غیر افسانه‌ای
- داستان آداب
- داستان‌های پیشه‌ای
  - تریلر حقوقی
  - داستان موسیقایی
  - داستان ورزشی
- رمان عاشقانه
  - عاشقانه پزشکی
- داستان سیاسی
- ادبیات گمانه‌زن
  - علمی تخیلی
    - داستان کوانتومی

  - داستان پیشاتاریخی
- ادبیات سفر
  - داستان سفر خیالی
  - داستان میلزی: سفرنامه‌ای که از خاطرات یک راوی می‌گوید، راوی نحوه برخورد با شخصیت‌های دیگر داستان را که داستان‌هایی برایش تعریف کرده‌اند را بازگو می‌کند.
- داستان مذهبی
  - داستان خرافی مسیحی
    - داستان علمی تخیلی مسیحی
    - داستان افسانه‌ای مسیحی معاصر

  - داستان اسلامی
  - داستان افسانه یهودیان[۲۵]
- سرگذشت‌نامه
  - داستان خانوادگی
- گمانه‌زن
  - فانتزی
    - بر اساس طرح
      - خیال‌پردازی حماسی
      - فانتزی سخت
      - فانتزی تاریخی
        - فانتزی پیشاتاریخی
        - فانتزی قرون وسطی
        - ووشیا

      - فانتزی شهری

    - بر اساس موضوع
      - فانتزی کمدی
      - فانتزی معاصر
      - فانتزی تاریک
      - مانرپانک
      - فانتزی قهرمانانه
      - واقع‌گرایی جادویی
      - اسطوره‌ای
      - فراهنجاری
      - فانتزی ابرقهرمان
      - شمشیر و جادوگری

  - داستان ترسناک
    - وحشت جسمی
      - اسپلاترپانک

    - اروتیک
    - داستان گوتیک
      - گوتک جنوبی

    - وحشت روان‌شناختی
    - فوق‌العاده / فوق‌العاده
      - لاوکرافتین
      - ارواح
      - هیولایی
        - داستان جیانگشی
        - داستان خون‌آشامی
        - داستان گرگولپ

      - کارآگاه مخفی

  - علمی تخیلی
    - هجوم بیگانه
    - آخرالزمانی و پسا-آخرالزمانی
    - مشتق‌های سایبر پانک
      - سایبرپانک
        - بیوپونک
        - نانوپونک
        - پست‌سایبرپانک

      - استیم‌پانک
        - اتم‌پانک
        - کلاک‌پانک
        - دیزل‌پانک

    - سولارپانک
    - ویران‌شهر
    - علمی تخیلی سخت
    - علمی تخیلی نظامی
    - جهان موازی یا جهان جایگزین
      - تاریخچه جایگزین

    - رمانتیک علمی
    - علمی تخیلی اجتماعی
    - علمی تخیلی نرم
    - اپرای فضایی
    - ایسکای

  - داستان‌های میان‌ژانری
    - داستان اقلیمی
    - زمین در حال مرگ
    - فانتزی علمی
      - رمانتیک سیاره‌ای

    - جریان پس‌رو
    - ادبیات شگرف
- داستان‌های تعلیقی
  - جنایی
  - کارآگاهی
  - گونگان
  - معمایی
- دلهره‌آور
  - معمایی
  - تریلر حقوقی
  - تریلر پزشکی
  - تریلر سیاسی
    - جاسوسی

  - روان‌شناختی
  - تکنو تریلر
- تراژدی
  - ملو درام
- شهری
- وسترن
- زنان
  - فمزلش
  - ادبیات مادرانه
  - رمان عاشقانه
  - یائویی
  - یوری
- سایر
  - عاشقانه تاریخی
  - عامه‌پسند ال‌جی بی‌تی
    - داستان مرد همجنسگرا
    - داستان لزبین
    - شهوت‌نگاره لزبین

  - فانتزی رمانتیک
  - تراژیکمدی

## سایر ژانرهای غیرداستانی
ژانرهایی هستند که به قلمرو ناداستان تعلق دارند. برخی از ژانرهای فهرست‌شده ممکن است در فهرست‌های بالا آمده باشند، که نشان‌دهنده سبک متقابل ژانر است.
- زندگی‌نامه
  - شرح حال
    - خودزندگی‌نامه
      - روایت بردگان
      - زندگی‌نامه معنوی

    - رمان تربیتی
      - روایت برده‌داری معاصر
- نقد ادبی
- غیرداستانی خلاق
- نقد
  - نقد متعارف
  - نقد شکلی
  - روش تاریخی-انتقادی
  - تصحیح متون
  - نقد روایی
  - نقد پست‌مدرن
  - نقد روان‌شناختی
  - نقد ویرایش
  - نقد بلاغی
  - نقد اجتماعی
  - نقد منبع
  - نقد متنی
- ادبیات فرهنگی
- دفتر خاطرات روزانه
- تعلیم و تربیت
  - دیالکتیک
  - آپورتیک
  - روش سقراطی
- ادبیات اروتیک
- جستار، رساله
- تاریخ
  - تبارشناسی
  - روایت
  - تاریخ مردم
  - تاریخ جمعیت
  - تاریخ رسمی
  - تاریخ روایت
- مرثیه
- قانون
  - مراسم
  - خانواده
  - لاویان
  - پیام اخلاقی
  - طبیعت
  - حکم شرعی
  - اجتماعی
- نامه
- نسخه خطی
- فلسفه
  - متافیزیک
  - مکالمات سقراط
- شعر
- کتاب دینی
  - آخرالزمانی
  - دفاعیات دینی
  - Chant
  - آیین توبه
  - عهد
  - عقیده
  - عبادت روزانه
  - رساله
    - نامه‌های پائولین
    - رساله‌های کاتولیک

  - انجیل
  - موعظه
  - کتاب قرائت
  - نیایش‌سرایی
  - عرفان
  - ادبیات غیبی
  - نماز
  - فلسفه
    - الهیات فلسفی
    - فلسفه دین
    - معرفت‌شناسی دینی

  - نبوت
    - برکت / نفرین
    - مسیحا
    - فال
    - وحی
    - پیش‌بینی
    - دید

  - مکاشفه
    - مکاشفه طبیعی
    - مکاشفه خاص

  - کتاب دینی
    - متون بودایی
      - سوره نیلوفر
      - تریپیتاکا

    - ادبیات مسیحی
      - آپوکریفاها
      - ادبیات مذهبی مسیحی
      - تراژدی مسیحی
      - عهد جدید
      - عهد عتیق
      - پدرشناسی
      - مزامیر
      - دروغ‌نامیده‌ها

    - ادبیات هندو
      - بهگود گیتا
      - وداها

    - متون اسلامی
      - حدیث
      - قرآن

    - متون یهودی
      - شعر عبری

  - ترانه
    - سرود روحانی

  - سوترا
  - الهیات
    - دفاعیات دینی
    - خداشناسی انجیلی
    - کیهان‌شناسی
    - مسیح‌شناسی
    - کلیساشناسی
    - معادشناسی
    - همارتیولوژی
    - جان‌شناسی
    - مریم‌شناسی
    - الهیات طبیعی
    - رستگاری‌شناسی
    - الهیات درخور

  - ادبیات حکمت
- نگارش علمی
- وصیت‌نامه
- جنایت واقعی

## جستارهای‌وابسته
- فهرست ژانرها